# Marasmus
Als Marasmus (Adjektive marantisch, marastisch, marasmatisch; von altgriechisch μαρασμός marasmós, deutsch ‚Schwachwerden, speziell das Abnehmen der Lebenskraft im hohen Greisenalter oder durch abzehrende Krankheit‘; früher auch Darrsucht oder Darmdrüsenzehrung genannt) bezeichnet man einen Proteinmangel bzw. Energiemangel, der zum Abbau aller Energie- und Eiweißreserven führt (auch PEM protein-energy-malnutrition).
Der Kräfteverfall betrifft Körper und Psyche, wobei es auch zu Psychopathologien wie der Depression kommen kann. Dieses Definitionskriterium erleichtert die differentialdiagnostische Unterscheidung zwischen dem Marasmus und anderen Formen der Unterernährung. Das französische Analogon marasme bedeutet Lebensüberdruss, Auszehrung, Entkräftung.
Der Marasmus ist ein über Monate bis Jahre ablaufender Auszehrungsprozess und Entkräftungsprozess. Die zahlreichen Abgrenzungen zur Mangelernährung, zur Fehlernährung, zur Gedeihstörung, zur Hinfälligkeit, zur Erschöpfung, zur Auszehrung (lateinisch Consumptio), zur Altersatrophie, zur Gebrechlichkeit, zum Altersabbau, zur Entkräftung, zur Kachexie, zur Anorexia nervosa (Magersucht), zur Magerkeit, zur Malnutrition, zur Schwindsucht, zur Hungerdystrophie, zum Siechtum und zur Altersschwäche sowie zum Sterbefasten werden nicht immer beachtet.
In der Gerontologie bezeichnet Marasmus senilis den Abbau körperlicher Funktionen mit zunehmendem Alter und wird damit auch als Begriff für eine Todesursache verwendet. Diese Altersschwäche tritt besonders im Greisenalter auf.

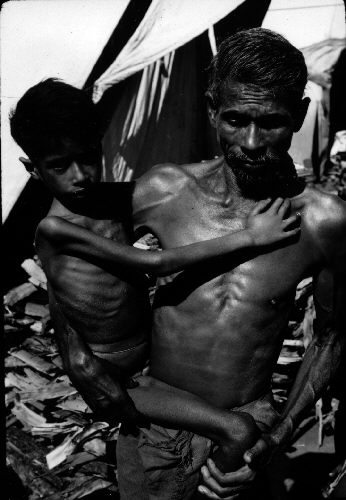
Mann und Kind in Indien, unter Marasmus leidend (1972)

## Ursachen
Ein Marasmus tritt auf, wenn ein Mensch unter genereller (quantitativer und qualitativer) Unterernährung, also an einem Mangel an Eiweißen, Fetten und Kohlenhydraten, leidet. Es kommt zum Verfall des Körpers durch einen Schwund der Körperkräfte und der Körpersubstanz. Die Krankheit tritt in nicht-industrialisierten Ländern häufig auf. Sie trifft insbesondere Kinder, sobald sie von der Muttermilch entwöhnt werden und dann auf Nahrung angewiesen sind, die ihnen nicht genug Energie zur Verfügung stellt. Dieser Effekt wird dadurch noch verstärkt, dass durch die Unterernährung die Aufnahme und die Verdauung von Nahrungsstoffen gestört sein können.
So zeigen Kinder mit Marasmus einen Mangel an Verdauungsenzymen und Gallensäuren, was ihre Fähigkeit behindert, Fette über den Darm aufzunehmen. Der Abfall der Enzyme und Gallensäuren wird auf den Ausfall ihrer Produktion im Pankreas beziehungsweise in der Leber zurückgeführt. Die Gallensäuren werden zusätzlich durch vermehrt vorhandene Bakterien verändert und funktionsunfähig gemacht. Ein Wurmbefall und die Alkoholkrankheit gelten ebenfalls als Ursachen für den Marasmus.

## Symptome und Diagnose

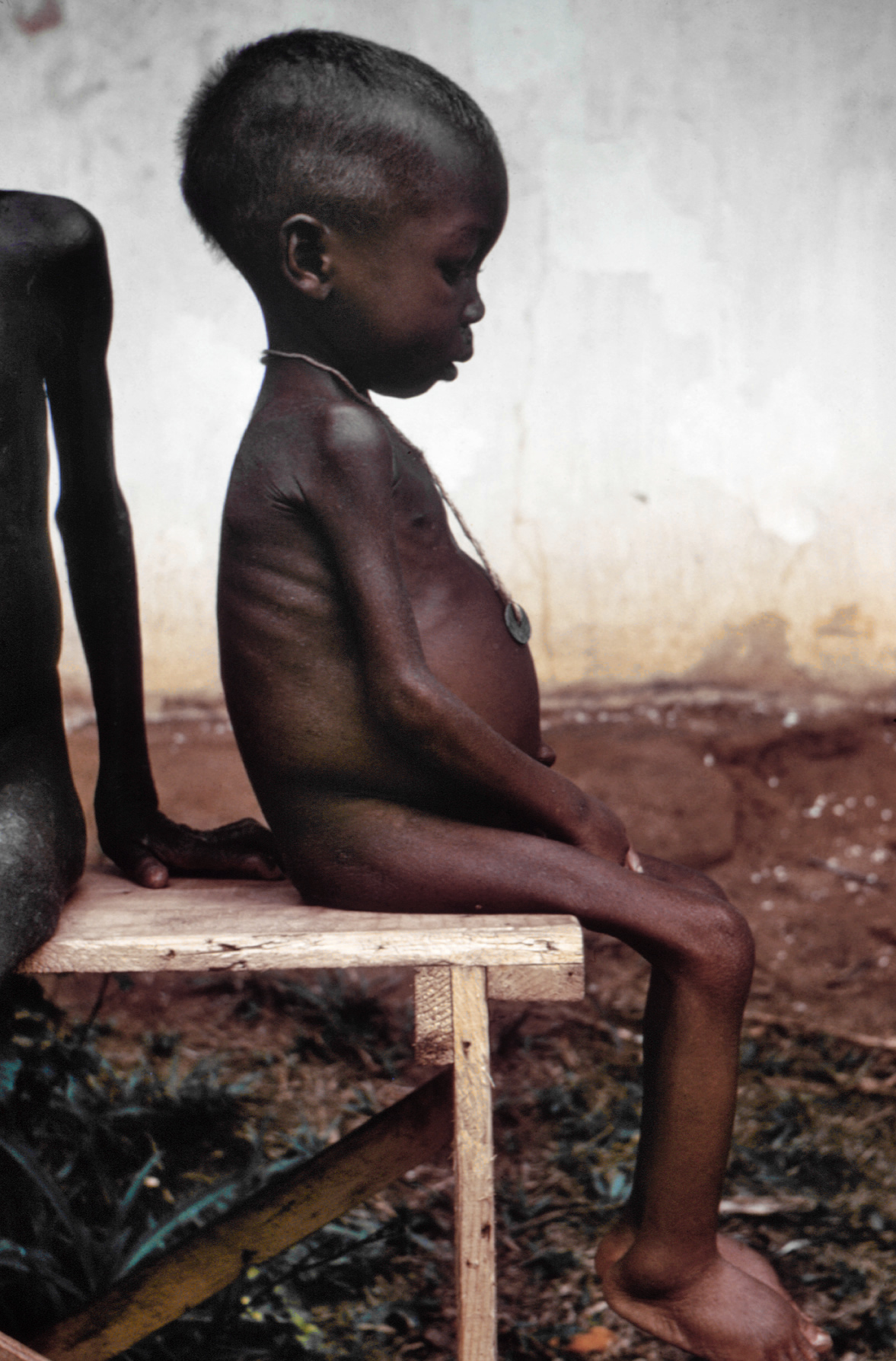
Kind mit einer Mischform aus Kwashiorkor und Marasmus

Das auffälligste Zeichen der Mangelernährung ist großer Hunger mit entsprechender Gewichtsabnahme. Der Körper braucht seine Fettreserven, um Energie zu gewinnen. Um die Herstellung lebenswichtiger Proteine möglichst lange zu gewährleisten, kommt es auch zu einem Abbau der Muskelmasse, sowohl an Skelettmuskulatur als auch an Herzmuskulatur. Der Bauch ist in der Regel gebläht und das Gesicht wird faltig. Betroffene Kinder können unter Umständen wie Greise wirken. Des Weiteren leiden die Patienten unter Durchfällen, da der Darm atrophiert. Ödeme zeigen sich im Gegensatz zum Kwashiorkor, bei dem der Proteinmangel führend ist, beim Marasmus nicht. Blutdruck und Herzfrequenz (Puls) sind verringert. Durch den Mangel an Nahrung ist auch die Widerstandskraft des Immunsystems stark herabgesetzt. Der Patient wird infolgedessen verwundbar durch zahlreiche Infektionen, die mitunter tödlich verlaufen können.
Kinder, die unter Marasmus gelitten haben, zeigen eine Wachstumsverminderung (Marasmus infantilis) oder eine Wachstumsverzögerung (Entwicklungsretardierung). Sie wirken vorgealtert (Progerie). Ein negativer Effekt auf die Intelligenz betroffener Kinder im Erwachsenenalter ist bisher umstritten. Ein Marasmus gilt diagnostisch als gesichert, wenn ein Kind nur 60 % seines Normalgewichts oder weniger aufweist und keine Ödeme vorhanden sind. Sind Ödeme vorhanden, ist von einer Mischform aus globaler Mangelernährung und dem Eiweißmangel Kwashiorkor auszugehen. Diese Auszehrung führt zum Hungertod, wenn das Körpergewicht auf etwa die Hälfte des Sollgewichts abgesunken ist. Je kleiner der Body Mass Index, desto größer die Mortalität des Marasmus durch Verhungern; ein BMI von 13 kg/m² mit einer Vita minima gilt als extrem lebensgefährlich.
Der Marasmus bei jungen unterernährten Säuglingen als Folge des vollständigen Verschwindens des Fettgewebes (schwere Säuglingsydystrophie) wird gelegentlich auch als Athrepsie oder Atrepsie bezeichnet. Außerdem ist die Atrepsie bei Säuglingen der Oberbegriff für den Marasmus (durch Energiemangel) und den Kwashiorkor (durch Eiweißmangel).

## Marasmus bei Heimkindern
Als „Marasmus“ wird gelegentlich auch der psychische Hospitalismus bezeichnet, das „Dahinwelken und schließliche Verlöschen“ (René A. Spitz 1978) von an sich gesund geborenen Kindern infolge totaler emotionaler Deprivation. Spitz nannte diesen Zustand „anaklitische Depression“. In früheren Zeiten starben bis zu 70 % der Findelkinder an diesem Zustand. Hier spricht man auch von der Dekomposition.

## Behandlung
Die Behandlung der Krankheit erfolgt (in Abhängigkeit vom Grundleiden) nach einem WHO-Schema. Dieses 10-Schritte-Schema ist für Marasmus und das verwandte Mangelsyndrom Kwashiorkor gleich. Die Unterkühlung (Hypothermie) der Patienten, die durch einen Verlust des Fettgewebes entsteht, sollte durch Erwärmen beseitigt werden. Die Körpertemperatur sollte überwacht werden. Da häufig niedrige Blutzuckerwerte auftreten, sollten diese gemessen und gegebenenfalls Glucose oral oder intravenös zugeführt werden. Gegen die Dehydratation, die viele Patienten zeigen, sollte vorsichtig mit der Gabe oraler Rehydratationslösungen (zur Flüssigkeitsauffüllung) vorgegangen werden. Diese Lösungen sollten weniger Natrium und mehr Kalium enthalten als normale Rehydratationslösungen. Dies und die vorsichtige Darreichung sollen verhindern, dass der Kreislauf des Patienten überlastet wird, da oft im Zuge der Mangelernährung eine Minderleistung des Herzens vorliegt.
Außerdem sollten dem Patienten wichtige Vitamine und Spurenelemente zugeführt werden. Das Immunsystem der Marasmuskranken kann soweit geschwächt sein, dass eine Infektion ohne die üblichen Symptome (wie z. B. Fieber) vorliegt. Infolgedessen sollten auch ohne Krankheitszeichen Breitband-Antibiotika verabreicht werden. Eine Therapie gegen Malaria ist ebenfalls in Erwägung zu ziehen. Da bei den Patienten Störungen des Elektrolythaushalts vorliegen können, sollte ihnen nach Empfehlung der WHO Kalium und Magnesium zugeführt werden. Der Kostaufbau ist zweistufig durchzuführen. Die Leberleistung der Patienten ist in der Regel herabgesetzt. Somit kann der Patient rasch zugeführte Proteine nicht adäquat verarbeiten. Es droht im schlimmsten Fall eine Überladung mit Ammoniak, da der Um- und Abbau von Aminosäuren im Harnstoffzyklus gestört sein kann. Die Folge wäre ein lebensbedrohliches hepatisches Koma.
Außerdem wird menschliche Zuwendung gegen die psychischen und sozialen Folgen des Hungers angeraten. Nach Abschluss der Therapie sollte das Zustandekommen der Unterernährung analysiert werden. Bei der Ausschaltung der Ursachen sollte – sofern möglich – mit der Familie oder der Gemeinschaft, in der der Patient lebt, zusammengearbeitet werden.

## Traditionelle Krankheitskonzepte
1991 wurden im Rahmen einer Studie 150 Frauen der Unterschicht in der pakistanischen Stadt Karatschi zu ihrem Verständnis der Krankheit befragt. Nur eine kleine Minderheit führte die Krankheit auf die in der Medizin gültigen Ursachen der Mangelernährung (Malnutrition, Indigestion, Malassimilation) beziehungsweise der Malabsorption durch Durchfälle (Maldigestion) zurück. Die Mehrheit glaubte, die Ursache der Krankheit sei der Kontakt mit einer Frau, die ein unterernährtes Kind hatte oder sich in einem Zustand ritueller Unreinheit befand. Die Auslösung der Erkrankung wurde von der Mehrheit der Befragten spirituellen Faktoren zugeschrieben. Ebenso befand die Mehrheit ärztliche Behandlung oder stärkere Nahrungszufuhr als ungeeignet, um betroffene Kinder zu heilen. Die Frauen waren sich aber der geringen Überlebensaussichten der Kinder sehr wohl bewusst.